# Rakai
Rakai  este un oraș  în  Uganda. Este reședinta  districtului Rakai.